# 갸루와 공룡
《갸루와 공룡》(일본어: ギャルと恐竜 갸루토 교류[*])는 모리 모리코가 글을 쓰고 토미무라 코타가 그림을 그린 일본 만화다. 고단샤의 청년 만화 잡지 《주간 영 매거진》에 2018년 46호부터 2022년 8호까지 연재되었다.

## 등장인물
이치스기 카에데(一杉楓)
성우 - 시마부쿠로 미유리
본 작품의 주인공인 갸루. 12월 25일생인 22살. 고등학교 졸업 후 간호학교에 다녔다. 장래희망은 네일전문학교에 입학해서 네일리스트가 되는 것.
공룡
본 작품의 또 다른 주인공. 언어는 못하지만 불어 등 복수의 언어를 이해하고 제스처와 표정으로 주위와 의사소통을 할 수 있다.
야먀다
성우 - 나츠요시 유코
선배
성우 - 쿠도 유키
쇼타
성우 - 야마시타 세이이치로

## 서지 정보
- 모리 모리코(원작)·토미무라 코타(작화) 《갸루와 공룡》 고단샤 〈얀마가 KC〉, 전 7권
  1. 2019년 4월 5일 발매[2], ISBN 978-4-06-515203-4
  2. 2019년 9월 6일 발매[2], ISBN 978-4-06-516992-6
  3. 2020년 2월 6일 발매[2], ISBN 978-4-06-518216-1
  4. 2020년 7월 6일 발매[2], ISBN 978-4-06-520204-3
  5. 2021년 2월 5일 발매[2], ISBN 978-4-06-522305-5
  6. 2021년 9월 6일 발매[2], ISBN 978-4-06-524748-8
  7. 2022년 3월 4일 발매[2], ISBN 978-4-06-527063-9

## TV 애니메이션
2020년 4월부터 12월까지 TOKYO MX 등에서 방송되었다. 애니메이션 파트와 실사 파트로 구성된다. 같은 해 10월부터 방송을 재개했다. 방송 재개에 따라, 제7화까지를 제작 스태프진·애니메이션 파트 출연 성우진에 의한 오디오 코멘터리 판으로서 방송한 후 제8화 이후를 추가한 완전판으로서 방송하는 것이 결정되었다.

### 스태프
- 원작 - 모리 모리코, 토미무라 코타
- 시리즈 감독·시리즈 구성·각본·그림 콘티·연출·캐릭터 디자인·원화·총작화 감독·촬영 감독·편집·색채 설계 - 아오키 준
- 음향 감독 - 카네가에 토오루
- 음향 효과 - 코야마 야스마사
- 음악 - 긴
- 음악 제작 - 킹레코드
- 치프 프로듀서 - 스토 코타로, 후루카와 마코토
- 프로듀서 - 코아라이 리코, 요네자와 아키라, 하시우치 케이지(실사 파트), 스즈키 치에코(실사 파트)
- 애니메이션 프로듀서 - 사사키 타카유키
- 애니메이션 제작 - 스페이스 네코 컴퍼니, 카미카제 동화
- 제작 - 킹레코드, 고단샤

### 주제가
공룡 기분좋아라☆(恐竜あげみざわ☆)
카에데(시마부쿠로 미유리), 야마다(나츠요시 유코), 선배(쿠도 유키), 쇼타(야마시타 세이이치로)로 구성된 공룡 프렌즈에 의한 오프닝 테마. 작사·작곡·편곡은 긴.
Peaceful Days
타카하시 요코에 의한 엔딩 테마. 작사·작곡·편곡은 긴.

### 에피소드 목록
| 화수   | 제목                                            | 작화 감독                          | 방송일         |
| ------ | ----------------------------------------------- | ---------------------------------- | -------------- |
| 제1화  | はじめまして！ 반가워!                          | 사토 하루네 스이위엔               | 2020년 4월 5일 |
| 제1화  | 猫がいたよ 고양이가 있었어                      | 사토 하루네 스이위엔               | 2020년 4월 5일 |
| 제2화  | 友だちがやってきたよ 친구가 찾아왔어            | 사토 하루네 스이위엔               | 4월 12일       |
| 제2화  | 元カレと会ったよ 전 남친과 만났어               | 사토 하루네 스이위엔               | 4월 12일       |
| 제3화  | お買い物だよ 쇼핑을 해                          | 사토 하루네 스이위엔               | 4월 19일       |
| 제3화  | 道を歩くよ 길을 걸어                            | 사토 하루네 스이위엔               | 4월 19일       |
| 제4화  | しっぽはやめて 꼬리는 건들지 마                 | 오가와 이치로 사토 하루네 스이위엔 | 4월 26일       |
| 제4화  | メリークリスマス！ 메리 크리스마스!             | 오가와 이치로 사토 하루네 스이위엔 | 4월 26일       |
| 제5화  | 良いお年を 새해 복 많이 받아                    | 사토 하루네 스이위엔               | 5월 3일        |
| 제5화  | 神様にごあいさつだよ 신에게 인사하는 거야       | 사토 하루네 스이위엔               | 5월 3일        |
| 제6화  | 何を借りようかな 뭘 빌릴까?                     | 사토 하루네 스이위엔               | 5월 10일       |
| 제6화  | みかんおいしいね 귤이 맛있네                    | 사토 하루네 스이위엔               | 5월 10일       |
| 제7화  | しんぱいだな 걱정돼                             | 사토 하루네 스이위엔 오쿠야마 유야 | 5월 17일       |
| 제7화  | ないしょのお話 비밀 이야기                      | 사토 하루네 스이위엔 오쿠야마 유야 | 5월 17일       |
| 제8화  | ラーメン以外も食べるよ 라면 말고 다른 것도 먹어 | 오가와 이치로 쑨웨이 사토 하루네   | 11월 22일      |
| 제8화  | バースデーパーティーだよ！ 생일 파티야          | 오가와 이치로 쑨웨이 사토 하루네   | 11월 22일      |
| 제9화  | ちょっとこわい 살짝 무서워                      | 사토 하루네 스이위엔               | 11월 29일      |
| 제9화  | 二度寝するよ！ 도로 잘 거야!                    | 사토 하루네 스이위엔               | 11월 29일      |
| 제10화 | おともだちだよ 친구야                           | 사토 하루네 스이위엔 오쿠야마 유야 | 12월 6일       |
| 제10화 | 字を書くよ 글씨를 써                            | 사토 하루네 스이위엔 오쿠야마 유야 | 12월 6일       |
| 제11화 | もしもし〜 여보세요~                            | 사토 하루네 스이위엔 마츠다 케이코 | 12월 13일      |
| 제11화 | ラクだよ 손쉬워                                 | 사토 하루네 스이위엔 마츠다 케이코 | 12월 13일      |
| 제12화 | お外でご飯 밖에서 외식                          | 사토 하루네 스이위엔 마츠다 케이코 | 12월 20일      |
| 제12화 | 平和だな～ 평화롭네~                            | 사토 하루네 스이위엔 마츠다 케이코 | 12월 20일      |